# Nils Eekhoff
Nils Eekhoff (født 23. januar 1998 i Rijsenhout) er en cykelrytter fra Holland, der er på kontrakt hos Team Picnic-PostNL.